# This Is Pop?
This Is Pop? è il terzo singolo del gruppo pop inglese XTC, pubblicato nel 1978.

## Il disco
Nonostante sia This Is Pop? che Heatwave siano già state registrate e pubblicate sull'album White Music, per questo singolo vengono registrate nuovamente, per avere un maggior impatto radiofonico, con un altro produttore, Robert John "Mutt" Lange, un altro ingegnere del suono, Andy Jackson, negli studi Utopia di Londra il 26 e 27 febbraio del 1978. Le parti vocali sono registrate negli studi Wessex, sempre a Londra, con l'ingegnere del suono Bill Price.

La copertina della versione francese inverte le parti anteriore e posteriore della copertina della versione inglese, con una leggera variazione del design. Nella edizione italiana il fronte e il retro della copertina sono identici e presentano la stessa foto delle versioni francese e inglese, ma a figura intera invece che a mezzo busto

Heatwave è stata registrato due volte nel 1977 per la BBC, entrambe le volte con il titolo Heatwave Mk. II, le cui versioni restano ad oggi inedite.

## Formazione
- Andy Partridge - chitarra e voce
- Colin Moulding - basso e voce
- Barry Andrews - tastiere e voce
- Terry Chambers - batteria

## Tracce 7"
Lato A
1. This Is Pop? (Andy Partridge) - 2:39

Lato B
1. Heatwave (Colin Moulding) - 2:10